# Mesonychoteuthis
Mesonychoteuthis is een geslacht van inktvissen uit de familie van de Cephalopoda (inktvissen).

## Soort
- Mesonychoteuthis hamiltoni Robson, 1925